# Virginia Nicholson
Virginia Nicholson, nata Bell (Newcastle upon Tyne, 1955), è una scrittrice britannica, nota per i suoi scritti sulla storia delle donne nella prima metà del XX secolo.

## Biografia
Suo padre è lo scrittore e storico dell'arte Quentin Bell e la madre è Ann Olivier, cugina di Laurence Olivier, che fece pubblicare i diari di Virginia Woolf. Virginia Woolf (nata Stephen) era sorella minore della pittrice Vanessa Bell (nata Stephen), madre di Quentin, Julian ed Angelica.
Nata a Newcastle, è poi cresciuta a Leeds prima di diventare una ricercatrice televisiva. Ha sposato lo scrittore William Nicholson nel 1988.

## Pubblicazioni
- Charleston: A Bloomsbury House and Gardens. Frances Lincoln, London, 1997. (With Quentin Bell) ISBN 0711211337
- Among the Bohemians: Experiments in Living 1900-1939. Viking, London, 2002. ISBN 0670889660
- Singled Out - How Two Million Women Survived Without Men After the First World War. Viking, 2007. ISBN 978-0670915644
- Millions Like Us: Women's Lives During the Second World War. Viking, 2011. ISBN 978-0670917785
- Perfect Wives in Ideal Homes: The Story of Women in the 1950s. Viking, 2015. ISBN 978-0670921317